# Simon Mezher
Simon Mezher, född 2 november 1977 i Västertälje, är en svensk skådespelare.
Mezher har bland annat medverkat i TV-serierna Taelgia från 2023. Han har även medverkat i filmerna Vinterviken från 2021 och Lasse-Majas detektivbyrå – Skorpionens gåta från 2022.

## Filmografi (i urval)
- 2004 – Falla vackert
- 2005 – Lasermannen (TV-serie)
- 2007 – Hotell Kantarell (TV-serie)
- 2020 – Kalifat (TV-serie)
- 2021 – Vinterviken
- 2021 – Beck – Döden i Samarra
- 2022 – Lasse-Majas detektivbyrå – Skorpionens gåta
- 2023 – Taelgia (TV-serie)